# Gamla tekniska högskolan, Stockholm

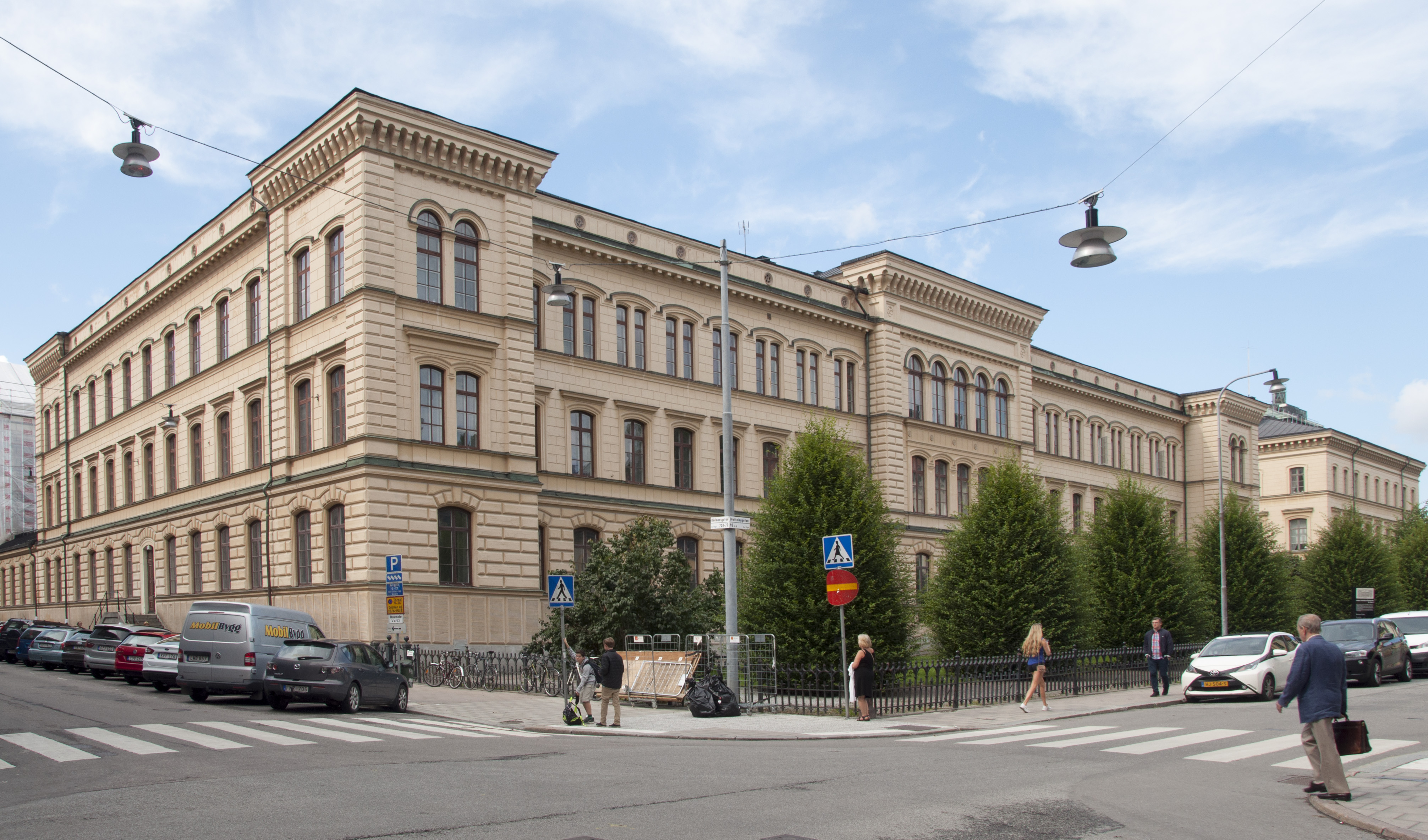
Gamla tekniska högskolan sedd från Drottninggatan. Längst till höger skymtar Bergsskolan.

För Gamla tekniska högskolan i Helsingfors, se Gamla tekniska högskolan, Helsingfors
Gamla tekniska högskolan är benämningen på Kungliga tekniska högskolans äldre byggnader vid Drottninggatan 95 i Vasastan i Stockholm. Byggnaderna uppfördes i etapper med start på 1860-talet. De förblev institutionsbyggnader efter KTH:s flytt till Valhallavägen på 1910-talet och kom successivt att övertas av den då närbelägna Stockholms högskola. Två av byggnaderna är förklarade som byggnadsminne: huvudbyggnaden samt den intilliggande Bergsskolan. Båda ritades av arkitekten Fredrik Wilhelm Scholander. Huvudbyggnaden är idag kontoriserad medan Bergskolan hyser Kungliga Skogs- och Lantbruksakademien. Övriga byggnader i kvarteret Vega byggs 2016 om till bostäder.

## Teknologiska institutet fattar beslut om nybyggnad
Teknologiska institutet, som var högskolans föregångare, hade grundas 1825. Året därpå erhöll man lokaler i det så kallade Modellkammarhuset i hörnet Mäster Samuelsgatan och Beridarebansgatan. Lokalerna befanns snart dock snart vara otillfredsställande, men det dröjde till 1858 tills institutet under Knut Styffes ledning beviljades statliga anslag på 420 000 riksdaler en nybyggnad och 60 000 för inköp av tomt. Samtidigt tredubblades de årsanslagen som en följd av dramatiskt ökande efterfrågan på tekniska kompetenser i och med industrialismens genombrott. Flera utredningar om placering och utformning genomfördes innan en tomt i kvarteret Paris (nuvarande Vega) vid Drottninggatans mynning nedanför Stockholms observatorium införskaffades.

## Teknologiska institutets byggnad

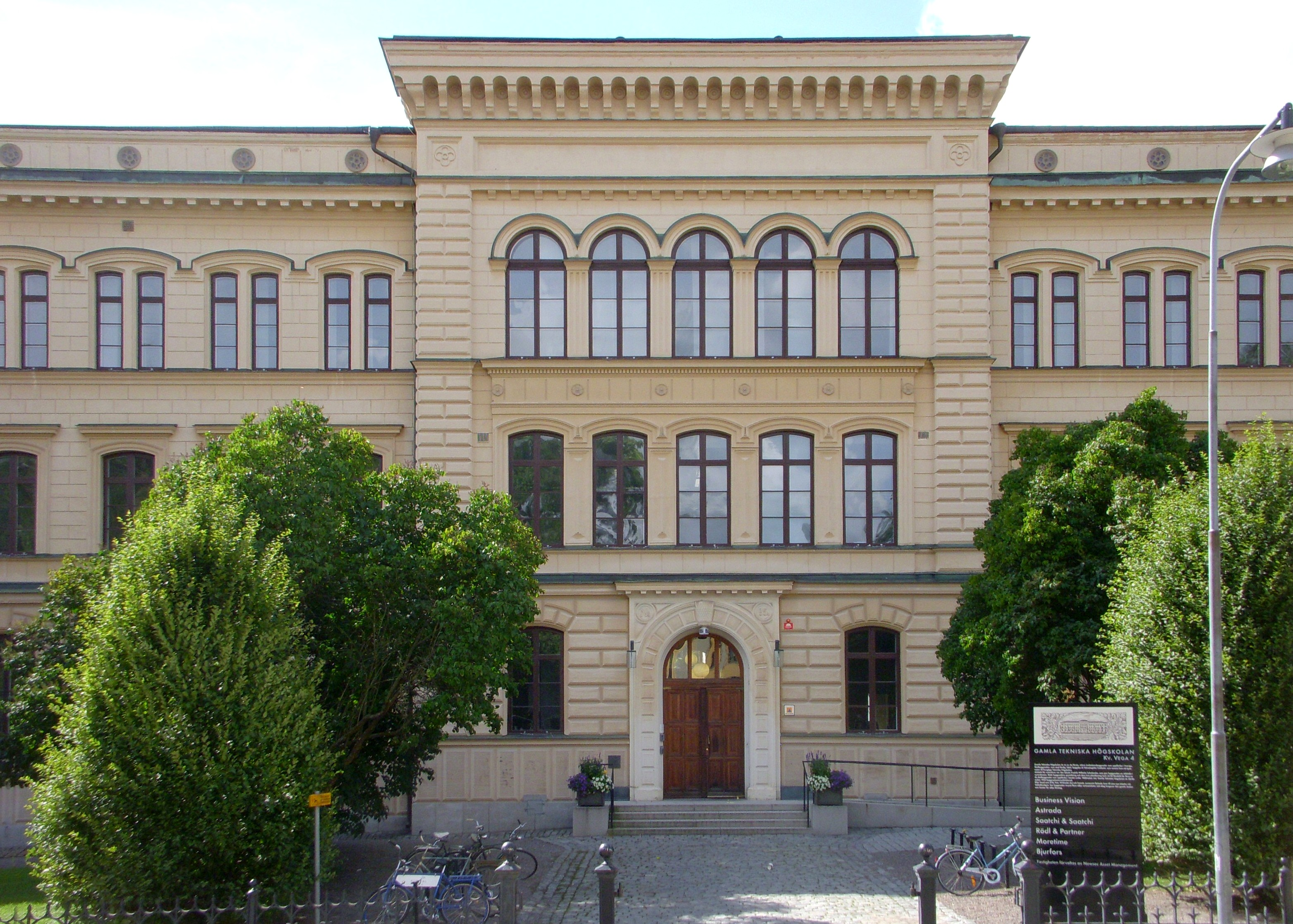
Tekniska institutets mittrisalit.

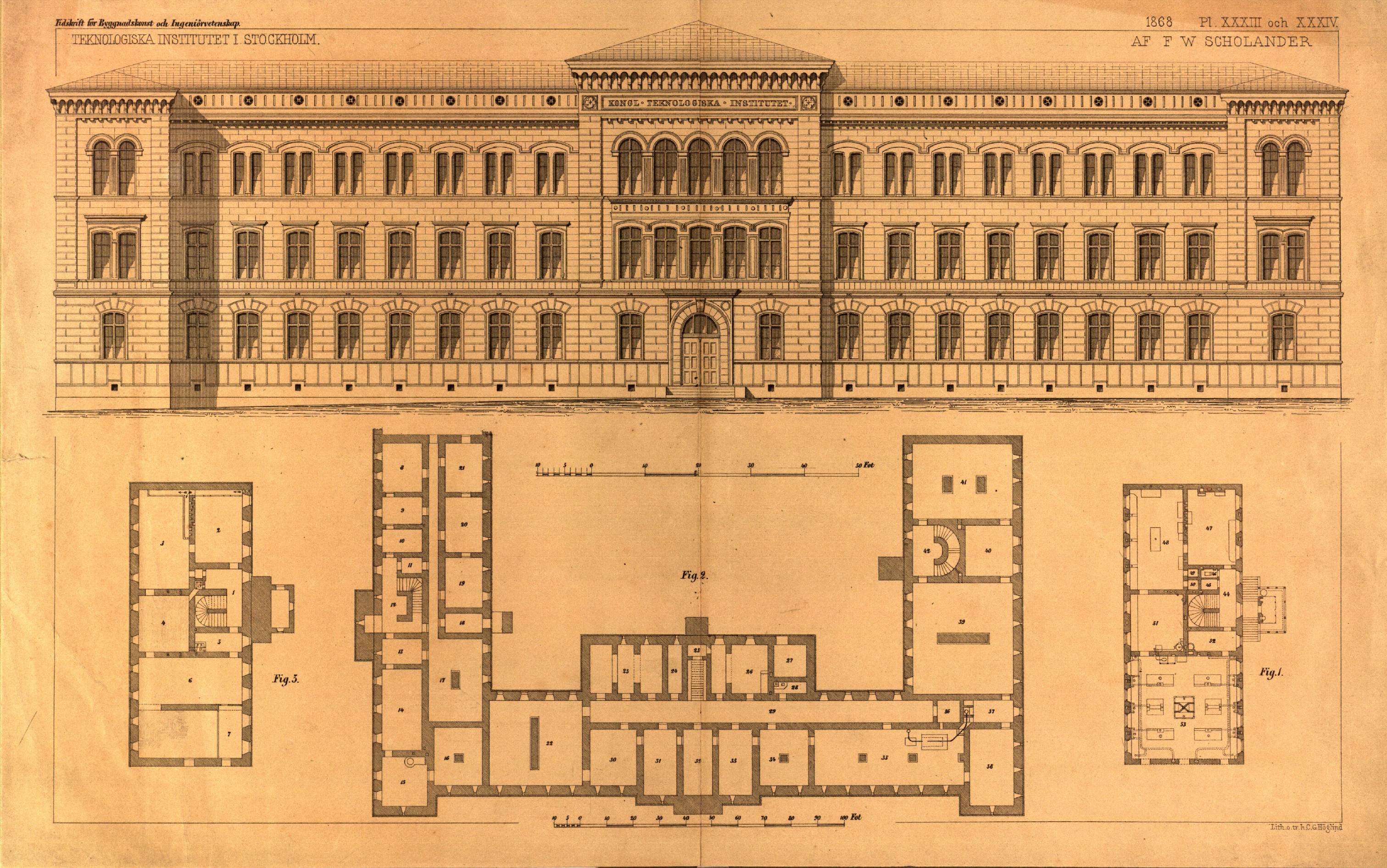
Ritningar och planer

Fredrik Wilhelm Scholander, professor i arkitektur vid Konstakademien, fick i uppdrag att gestalta institutets nya byggnad. Han var slottsintendent vid Stockholms slott, arkitekt vid Drottningholms slott och vid Vetenskapsakademien och hade vid tiden ritat flera institutionsbyggnader, bland annat Katedralskolan i Uppsala.
Ritningarna baserades på ett planutkast och disposition av Styffe, och ett noggranna samarbetet dem emellan präglade hela verket. Funktionen fick en avgörande betydelse och moderna anordningar för värme, ventilation och ljusförhållande projekterades för att uppnå bästa möjliga arbetsplatser. Utifrån detta ombesörjde Scholander konstruktion och klädde exteriören i tidens stildräkt.
Huvudlängan, som mot Drottninggatan mäter 72 meter fick en höjd på tre våningar och uppfördes av tegel som putsades. Det restes med hel källarvåning som välvdes på en grund av granit och sandsten. Två flyglar löper ut på baksidan i norr respektive söder. De gavs samma höjd som huvudbyggnaden, och samtidigt förlängdes den norra längs Rådmansgatan med en envåningsbyggnad för de kemiska laboratorierna. Huvudfasaden är långt indragen från gatan för gatubullret skulle bli mindre besvärande och för att garantera tillräckligt med ljus i undervisningssalarna även om motstående tomter skulle bli bebyggda av höga hus.
Scholander betecknade stilen som renässans. Byggnadskroppen har en stark markerad horisontal karaktär med ett nästan platt tak. Fasaden artikuleras av mittrisaliten och hörnrisaliterna som innefattas i kraftiga rusticerade hörnkedjor. Dess kraftigt utskjutande konsolgesimser är ett drag som skulle bli mycket karaktäristiskt för Scholander och hans elevers arkitektur. I övriga delar löper en taklist med små runda vindsöppningar. Medan fönstren i mittrisalitens och hörnrisaliternas övre våningar är rundbågiga, är övriga stora fönster stickbågiga. Detta var en nyhet för tiden, där formen av estetiska skäl inte varit tillåten i undervisningen vid Konstakademins byggnadsskola då den betraktades som oförenlig med antikens och renässansens ideal. Gårdsfasaderna utformades betydligt enklare.
De täta fönsterraderna poängterar vikten av god dagsljusbelysning vid denna tiden. Detta trots att man även försett byggnaden med gasledningar för belysning och experiment. Auditorierna och de större undervisningssalarna planerades så att de fick ljus från två sidor medan ritsalarna förlades till de östra och norra delarna för att inte det direkta solskenet skulle besvära de ritande. Takhöjden i auditorierna upptill 6 meter, medan höjden mellan tak och golv i alla våningsplan är 4,2 meter. Detta för att tillgodose de hygieniska kraven då man före bakteriologins tillkomst ansåg att skämd luft var den farligaste sjukdomsspridaren. I viss utsträckning installerades även vattenburen centralvärme som tillsammans med gasbelysningen var en nyhet vid denna tid.
Byggnaden som stod färdig 1863 projekterades för 200 elever men hade ritats på ett sådant sätt att det vid framtida behov kunde påbyggas genom förlängning av flyglarna då dess gavelmurar saknade dörrar och fönster. Förutom undervisningslokaler, verkstäder och bibliotek innehöll det även bostäder för vaktmästare och föreståndare.

## Bergsskolan

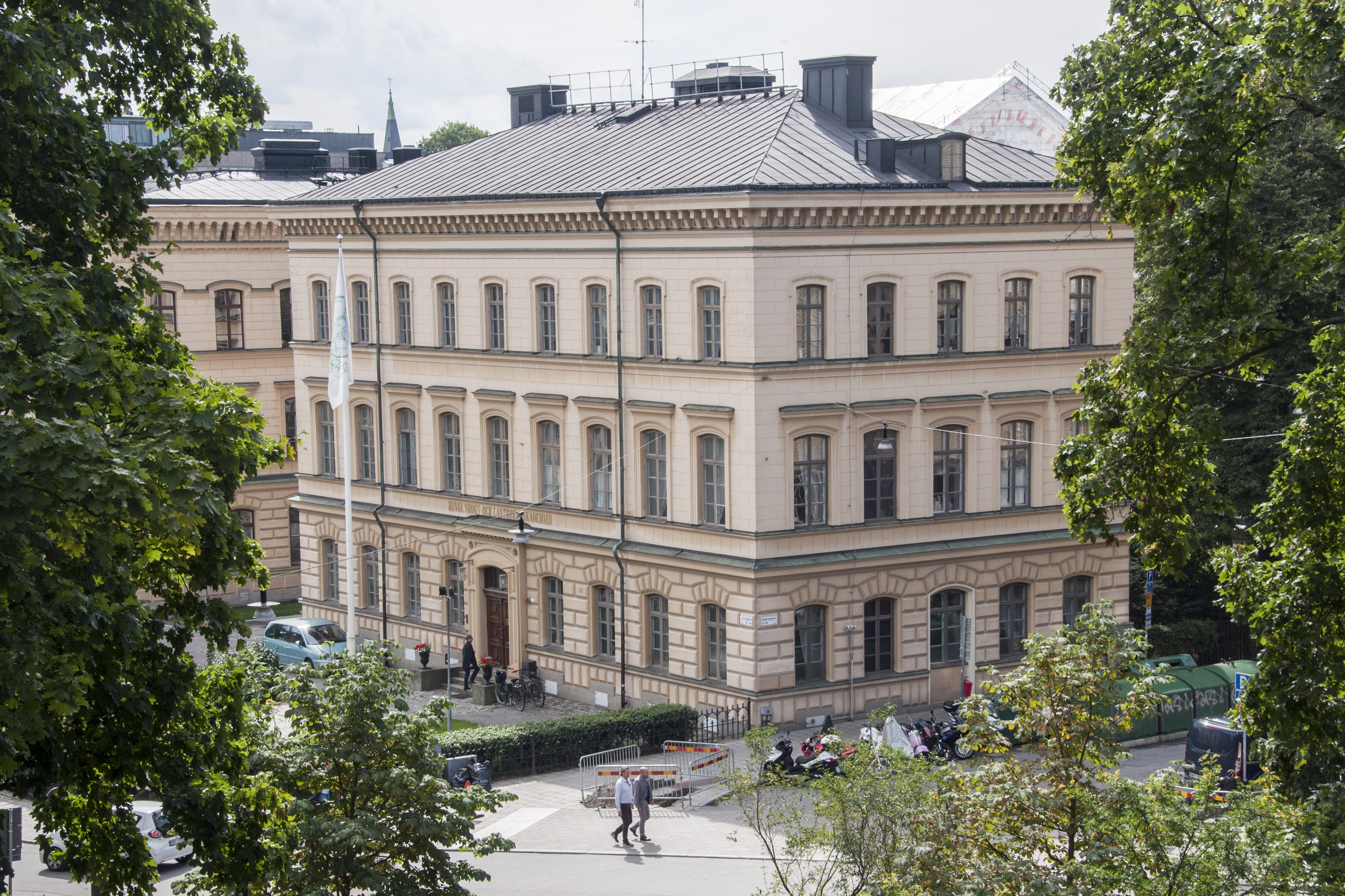
Bergskolan.

Norr om institutet uppfördes 1867 den så kallade Bergsskolan enligt Scholanders ritningar. Anledningen var att Bergsskolan i Falun flyttats till huvudstaden för att förenas med institutet. Bergsskolan fick ett liknande utseende som institutet och placerades också med indragen huvudfasad i tre våningar mot Drottninggatan. 
Bottenvåningen inrymde tre laboratorier medan andra våningen planerades för auditorium, ritrum och skolans samlingar. Den tredje våningen anslogs till tjänstebostad åt professorn i metallurgi.
1877 omorganiserades Teknologiska institutet varvid Tekniska Högskolan bildades. I samband med detta blev Bergsskolan högskolans bergsvetenskapliga gren.

## Tillbyggnad av materialprovningsanstalten
En lokal för materialprovningsmaskiner hade inrättats i källarplanet till högskolans huvudbyggnad 1890. Syftet var att knyta forskning och utbildning närmare till praktisk verksamhet. 1896 överflyttades Jernkontorets materialprovningsanstalt till en tillbyggnad i ett plan av den norra flygeln. För ritningarna svarade arkitekturprofessorn F.G.A. Dahl Det arkitektoniska uttrycket följde den 40 år äldre huvudbyggnaden med en kraftig rusticerad norr-fasad. Bakom en centralt placerad träport återfanns den stora provningssalen.

## Laboratoriebyggnaden

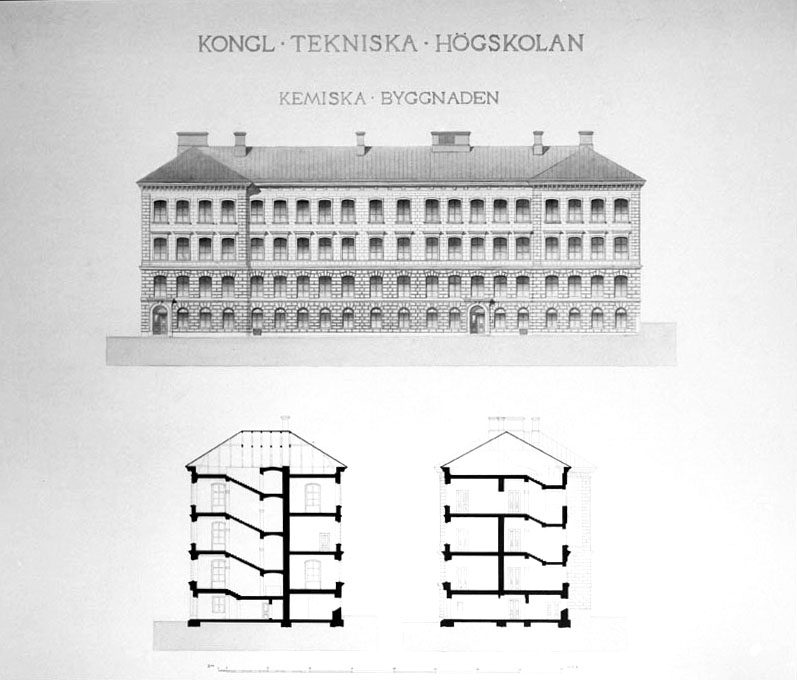
Ritningar till Laboratoriebyggnaden.

Uppförandet av en ny laboratoriebyggnad för skolans kemisk-tekniska och mineralogiska institutioner påbörjades samma år som materialprovningsanstalten inrättades. Ritningarna framtogs av F.G.A. Dahl i samarbetade med Herman Holmgren. Den fristående byggnaden i fyra våningar placerades nära den nordvästra tomtgränsen med långsidan mot Teknologgatan och med norra gaveln mot Kungstensgatan. 
Det arkitektoniska uttrycket i nyrenässans var vanligt i tidens något nedtonade institutionsarkitektur, men knyter ändå an till huvudbyggnaden. Liksom på denna artikuleras byggnaden av hörnrisaliter. Fasaderna var ursprungligen rusticerade i tre nivåer: kraftig kvaderrustik i suterrängvåningen, en något mindre förkroppad i våningen en trappa upp medan de översta två våningarnas rusticering ristats i putsen och där risaliterna innefattas i kraftiga hörnkedjor. Liksom på huvudbyggnaden avslutas risaliterna med en kraftig takgesims med konsoler.
Byggnaden invigdes 1898 och innehöll förutom laboratorier även hörsalar samt ett par mindre tjänstebostäder i suterrängvåningen.
I murarna fanns kanaler för uppvärmning och ventilation samt i infällda dragskåp.

## Flytt och fortsatt användning

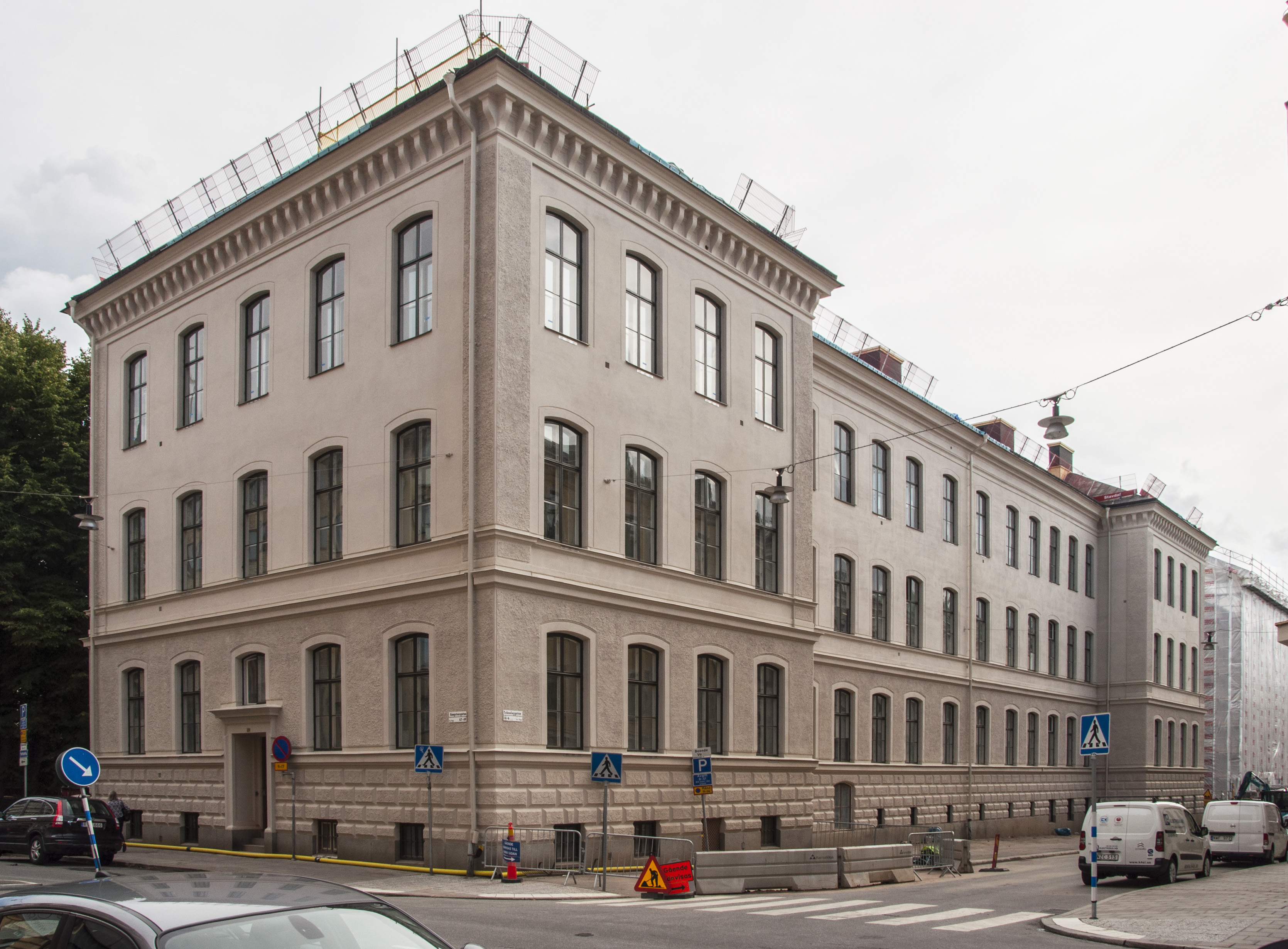
Ombyggnad av laboratoriebyggnaden till bostäder 2016.

Trots tillbyggnaderna var skolan även fortsättningsvis trångbodd. Flera utredningar prövade att ytterligare förtäta kvarteret, men 1908 fattades beslutet att istället låta Tekniska högskolan växa på en ny tomt. År 1914 påbörjades byggnationen av högskolans nya huvudbyggnad vid Valhallavägen och 1917 kunde man flytta in.
Lokalerna i kvarteret Vega övergavs dock inte omedelbart: Huvudbyggnaden huserade KTH:s bibliotek till 1930 och i huset bedrevs undervisning ända
fram till år 1958. Materialprovningsanstalten drevs fram till 1920 då den omvandlades till Statens provningsanstalt och flyttade till Norra Djurgården. Kemifackskolan flyttade ut 1922 och istället flyttade Farmaceutiska institutet in, vid vilket Sveriges apotekarutbildning bedrevs.
År 1948-1966 huserade Gamla tekniska högskolan Matematikmaskinnämndens arbetsgrupp och här byggdes Sveriges två första datorer BARK och BESK.
Stockholms högskola, vars huvudbyggnad i grannkvarteret invigts 1909, och kom i och med utflyttningarna att ta över allt fler byggnader i kvarteret Vega. 1952 fick arkitekten Paul Hedqvist i uppdrag att rita en nybyggnad på området för Zootomiska institutet i hörnet av Teknologgatan och Rådmansgatan. 1956 stod byggnaden klar, vilken kom att fungera som institutionsbyggnad till 1985 (då för Zoologiska institutionen).
Huvudbyggnaden är idag kontoriserad och hyrs ut till privata intressenter, medan Bergskolan sedan 1972 huserar Kungliga Skogs- och Lantbruksakademien. De är båda byggnadsminnen. Laboratoriebyggnaden, materialprovningsanstalten och Zootomiska institutet omvandlades 2016 till bostäder.